# Levkas (verf)
Levkas, is afgeleid van het Griekse woord leukos of wit. Het is een oude werkwijze om een grondlaag te maken in de schilderkunst.
De grondlaag met een witachtige kleur, heeft een dichte vrij harde structuur en kan goed glad uitgestreken worden.

## Werkwijze en gebruik in de middeleeuwen
- Grondlaag

De grondlaag werd in deze periode gemaakt van fijn gemalen albast (van het type calciet (CaCO3)), vis gelatine en eidooiers. Als gelatine werd hoofdzakelijk de gelatine van de vissoort steur gebruikt.
- Gebruik

Het gebruik was beperkt tot de Oud Russische en Byzantijnse schilderkunst.

## Werkwijze en gebruik na de 17de eeuw
- Grondlaag

De grondlaag wordt samengesteld van fijn gemalen albast (van het type calciet) en gelatine van dierlijke afkomst.
- Gebruik

Deze grondlaag wordt nu eigenlijk alleen nog gebruikt bij de iconen-schilderkunst. Het paneel wordt bedekt met schilderscanvas en met deze grondlaag behandeld. Is de icoon direct op een houten paneel geschilderd dan wordt ook deze grondlaag gebruikt. De grondlaag staat in de iconen-schilderkunst bekend onder de naam Levkas.

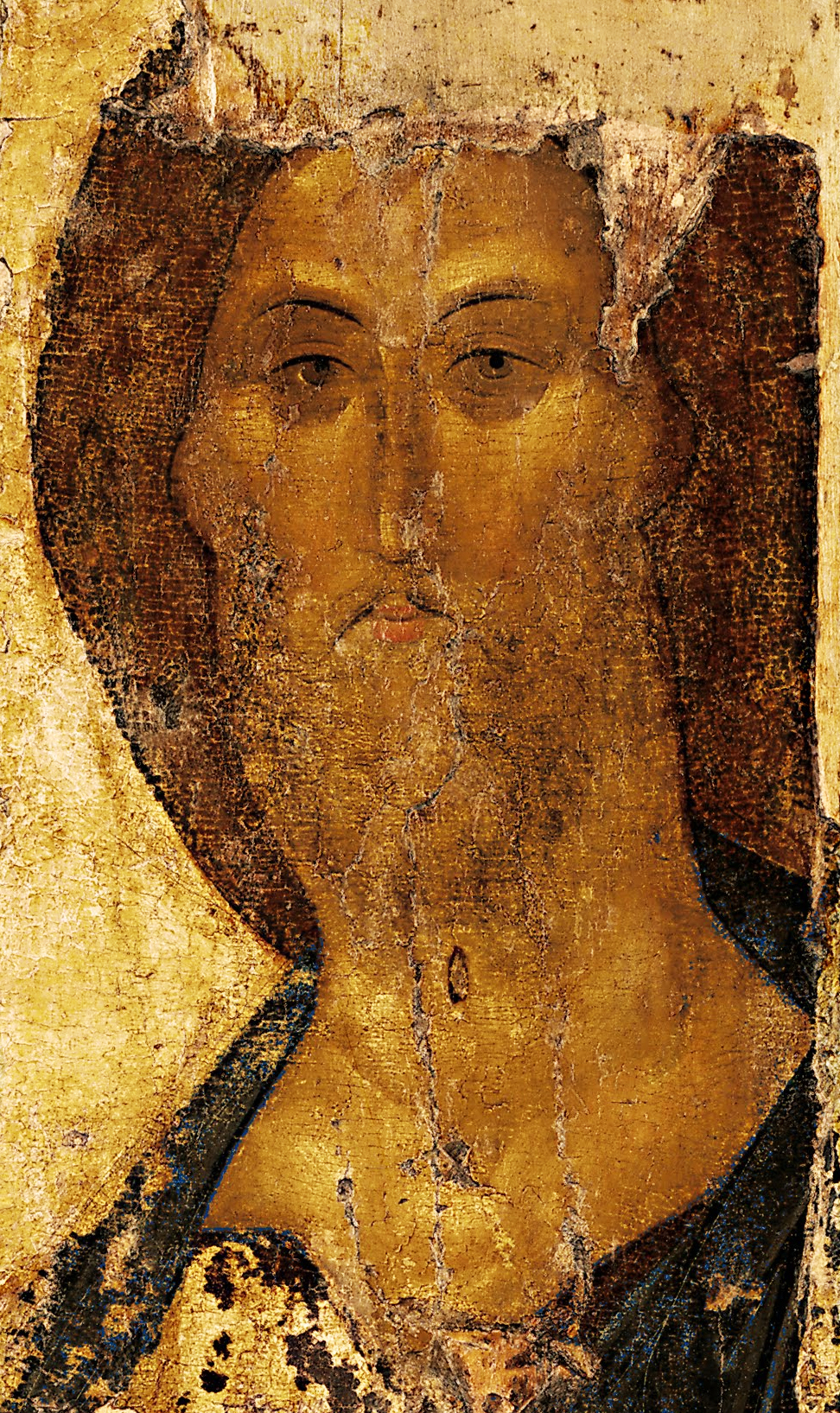
De Heiland, van Andrej Rublëv (ca. 1410). Russische Icoon.
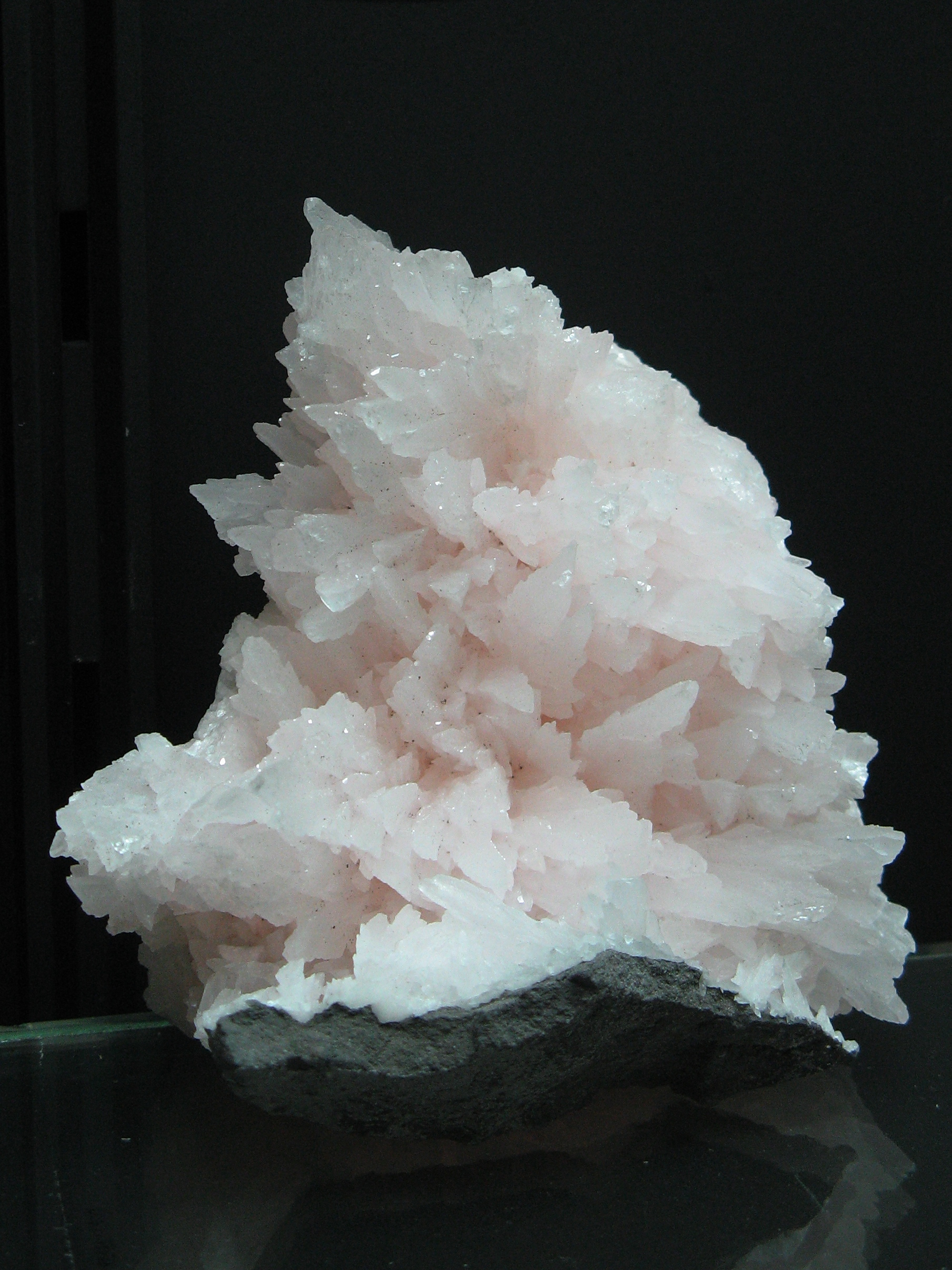
Calciet, Een belangrijke grondstof voor de Levkas
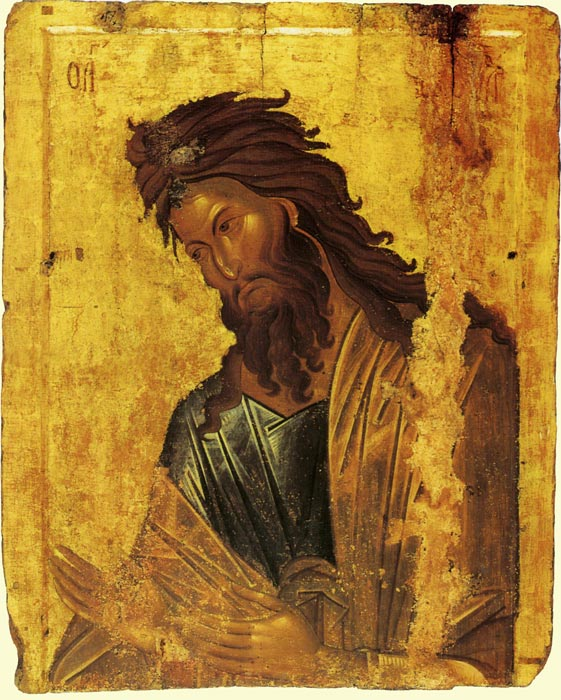
Johannes de Doper, 14de eeuw. Byzantijnse Icoon